# Bidart
Bidart – miejscowość i gmina we Francji, w regionie Nowa Akwitania, w departamencie Pireneje Atlantyckie.
Według danych na rok 2012 gminę zamieszkiwało 6671 osób, a gęstość zaludnienia wynosiła 548 osób/km².